# Азад Талышоглу
Азад Талышоглу (21 января 1924 года, с. Годман, Ленкоранский уезд — 16 мая 2008 года) — талышский поэт из Азербайджана. Творил поэзию на азербайджанском и талышском языках. Работал начальником отдела регистрации паспортов Бакинского городского управления Министерства внутренних дел.

## Биография
Азад Акпер оглы Кулиев родился 21 января 1924 года в селе Годман, Масаллинского района, Азербайджанской ССР. В 1942 году в возрасте 18 лет был призван в армию, участвовал в Великой Отечественной войне. На войне был серьезно ранен в одном из сражений в 1943 году. В 1945 году после окончания войны устроился в милицию. В милиции дослужился до звания полковника. В 1956 году после окончания исторического факультета Бакинского Государственного Университета, занимал ответственные посты в Министерства внутренним дел. Работал начальником отдела регистрации паспортов Бакинского городского управления МВД. 26 августа 1974 года литературный критик Рустам Рустамзаде в своей статье «Во имя Отечества» («Кировабадский коммунист») писал, что творчество Азада Талышоглу основано на «патриотических, интернационалистских, гуманистических» стихах. Умер 16 мая 2008 года.

### Литературная деятельность
Он занимался искусством с юных лет. Свой псевдоним «Талышоглу» («Талышский сын») взял из большой любви к своему талышскому народу, но признавался, что вдохновения писать на талышском языке к нему не приходит. Однако, по просьбе газеты «Толыши садо» («Голос Талыша») написал несколько коротких стихотворений на талышском. Перевёл на азербайджанский язык некоторые стихотворения талышских поэтов, а также произведения Зульфугара Ахмедзаде «Дәвардә ружон» («Прошедшие дни»), «Толышә жимон» («Талышская жизнь»), которые были подготовлены к печати, но не были изданы.
Из-за поэтического псевдонима Азада несколько раз вызывало на разговор руководство, требовало не печатать стихотворения под псведоним «Талышоглу» так как он занимает ответственную должность в республике, но поэт не выполнял это требование.
Лирические стихи были опубликованы в периодических изданиях с 1950-х годов. Первая публикация стихотворения датируется 1954 годом. Его книги «Talış dağları» («Талышские горы»), «Çiçəkli diyar» («Цветочная земля»), «Ana məhəbbəti» («Любовь матери»), «Vətən eşqi» («Любовь к Родине») содержат стихи, посвященные народу, родине, матери, а также сотрудникам правоохранительных органов с которыми он работал. Композитор Огтай Кязимов написал песню по стихотворению Азада Талышоглу «Мой полицейский брат».